# Halgania
Halgania es un género de plantas con flores perteneciente a la familia Boraginaceae. Comprende 23 especies descritas.

## Taxonomía
El género fue descrito por Charles Gaudichaud-Beaupré y publicado en Voyage Monde, Uranie Physicienne, Bot. 448. 1829.

## Especies seleccionadas
- Halgania anagalloides
- Halgania andromedifolia
- Halgania argyrophylla
- Halgania bebrana